# Compsosoma chabrillacii
Compsosoma chabrillacii là một loài bọ cánh cứng trong họ Cerambycidae.